# جينينديرا (بحيرة)
بحيرة غيننديرا Lake Ginninderra هي بحيرة اصطناعية تقع على غدير غيننديرا في كانبرا. وهي مجاورة مركز مدينة بيلكولن. بنيت البحيرة في العام 1974 وذلك بهدف جمع المياه المتصرفة من الأمطار وذلك من مساحة تبلغ 98.8 كيلومتر مربع (38.1 ميل2) وتشمل مستجمعات المياه التي تشمل الضواحي المحيطة.
تعتبر البحيرة موطناً لكثير من الحيوانات والطيور البرية، مثل طيور البجع الأسود والمورهين والبط والراكالي.
تشكلت البحيرة بعد بناء جسر غيننديرا المتحرك المقام على عبر نهير غيننديرا. تبلغ مساحة البحيرة 1.05 كيلومتر مربع (0.41 ميل2) ويبلغ متوسط عمقها حوالي 3.5 متر (11 قدم) . تتدفق المياه إلى خارج البحيرة عبر هيكل مجرى خرساني متعدد الخلايا وممر مائي على جسر غيننديرا المتحرك.
وأثناء عام 2004 تم تعلية جسر غيننديرا المتحرك بمسافة متر واحد. وكذا رفعت السواتر الترابية على جانب طريق كولتر من البحيرة كذلك.
ويقع مركز بيلكونن للفنون في الشاطئ الجنوبي للبحيرة.